# Тенісний союз Республіки Сербської
Тенісний союз Республіки Сербської (серб. Тениски савез Републике Српске) — тенісна організація, яка відповідає за розвиток тенісу в Республіці Сербській, об'єднує всі тенісні клуби в країні, проводить семінари та іспити для тенісних суддів. Штаб знаходиться в Баня-Луці. Президент — Драшко Милинович. Найвищий орган — Скупщина. Союз організовує турніри серед основної вікової категорії, молоді в категоріях U-18, U-16, U-14, U-12 та U-10, а також серед ветеранів.

## Співробітництво з Сербією
З 27 квітня 2011 року між тенісними союзом Республіки Сербської діє меморандум про співробітництво та обмін досвідом серед тренерів, гравців і інших спортивних діячів, а також розвитку тенісних турнірів у Сербії й Республіці Сербській. Однак ще раніше 30 листопада 2009 року в спортивному комплексі «Борик» в Баня-Луці пройшов показовий матч Віктора Троїцького й Новака Джоковича, організатором виступив уряд Республіки Сербської.

## Тенісні клуби
- Борац (Баня-Лука)
- Баня-Лука[3]
- Братунац
- Младост (Баня-Лука)
- Мечбол (Баня-Лука)
- Еліт (Баня-Лука)
- Доктор Младен Стоянович (Прієдор)
- Прохема (Брчко)
- Сол (Брчко)
- Ас (Бієліна)
- Топ Спін (Бієліна)
- Обудовац
- Боніто (Прнявор)
- Србац
- Слобода (Нові-Град)
- Нова-Топола
- Фоча
- Яхорина (Пале)
- Добой
- Мрконич-Град
- Новак (Дервента)